# Lunna, Mjölby kommun

Lunna är en gård i Appuna socken, Mjölby kommun, Östergötlands län. Gården bestod av 2 mantal och var ett säteri.

## Historik
Lunna var ett säteri i Appuna socken, Göstrings härad. Gården var under äldre tider kyrkohemman och sedan kronohemman under Hovs kungsgård. År 1653 ägdes gården av kaptenlöjtnanten Johan Walter, samt 1665 biskopen Samuel Enander. Utbytes även till säteri från reduktionen av Brita Gyllenadler och tillhörde denna släkt fram till 1726. Ägdes därefter av ryttmästaren Gerhard Lejonhielm och på 1750-talet med 10 underlydande hemman och 10 dagsverkstorp av dennes måg, ryttmästaren Arvid Adam Fock. År 1783 ägdes gården av majoren Magnus Albrekts Wolffeldt och vidare av brukspatron J. A. Grill och på 1820-talet av riksdagsmannen Sven Larsson. Gården ägdes från 1840 till 1853 av doktor Edvard heodor Goës och därefter av kapten Klas Kugelberg, samt 1861 och 1872 av Magnus Jönsson på Furåsa i Hov.

## Ägare
| År        | Namn                | Levnadstid | Övrigt                      |
| --------- | ------------------- | ---------- | --------------------------- |
| 1653-1659 | Johan Walter        | -1659      |                             |
| 1665      | Samuel Enander      | 1607-1670  |                             |
| 1694-1720 | Johan Gyllenadler   |            | [ 2 ] [ 3 ] [ 4 ]           |
| 1731-1738 | Gerhard Leijonhielm | -1739      | [ 5 ] [ 6 ] [ 7 ] [ 8 ]     |
| 1739      | Eric von Fock       |            | [ 9 ]                       |
| 1740-1776 | Arvid Adam Fock     | -1802      | [ 10 ] [ 11 ]               |
| 1783-1800 | Albrekt Wolffeldt   | 1737-1800  | Major och riddare.          |
| 1800-1808 | Frits Wolffeldt     | 1773-      | Löjtnant.                   |
|           | Johan A. Grill      | 1773-      |                             |
| 1815-1832 | Sven Larsson        | 1776-1832  | Riksdagsman.                |
| 1836-1855 | Edvard Theodor Goës | 1790-      | Doktor.                     |
|           | Klas Kugelberg      |            |                             |
| 1857-1872 | Magnus Jönsson      |            | Kyrkvärd i Hovs församling. |
| 1885-1895 |                     |            | August Magnussons barn.     |